# Geschiedenis van Friesland
Friesland is historisch de aanduiding voor het kustgebied van het huidige Nederland van het Zwin tot en met de Weser in het huidige Duitsland. Vanaf ongeveer 1500 wordt Friesland in een Nederlandse context vooral de aanduiding voor de huidige provincie Friesland. Dit lemma volgt die geschiedenis.

## Prehistorie
Van ongeveer 400 tot 200 voor Chr. begon langzamerhand een protofriese cultuur te ontstaan die rond het begin van de jaartelling door de Romeinen Frisii werden genoemd.

## Frisii en de Romeinen
Toen de Romeinen naar de Lage Landen kwamen woonden de Frisii langs de Waddenzee, met de Eems als oostelijke grens van hun gebied. De Romeinen dachten de Frisii snel te kunnen onderwerpen maar dit bleek een misrekening. De Frisii waren een Germaans volk en net als verscheidene andere Germaanse volkeren wisten ze zich fel te verdedigen tegen de Romeinen. Toch moesten de Frisii zich in het jaar 12 v.Chr. onderwerpen doordat veldheer Nero Claudius Drusus hen wist te verslaan. Vanaf dat moment moesten de Frisii belasting betalen, in de vorm van runderhuiden, en manschappen leveren voor het leger.
Tijdens de veldtochten van Germanicus in 15 en 16 bouwden de Romeinen het castellum Flevum (bij het huidige Velsen) dat onder andere een veilige doortocht over het Vlie moest garanderen.
In 28 kwamen de Frisii, geholpen door Bataven en Cananefaten, in opstand tegen de Romeinen. Volgens de Romein Tacitus begon deze opstand nadat Olennius de maat van de huiden had veranderd tot die van een wild rund (oeros). Aan deze eis konden de Frisii niet voldoen aangezien hun koeien tamelijk klein waren. Om toch aan de voorwaarden te kunnen voldoen werden kinderen van de Frisii verkocht. De Frisii en hun bondgenoten kruisigden een aantal belastinginners en brachten 1300 Romeinen om het leven. Nadat ze in 47 opnieuw waren onderworpen, namen de Frisii tussen 69 en 70 deel aan de mislukte Bataafse Opstand.
Na de Bataafse Opstand raakte Nederland verdeeld in vier zones. Het zuiden werd geromaniseerd, de Keltische taal werd verdrongen door het Latijn. Een tweede gebied was het gebied rond de rivieren. De lokale bevolking handelde met de Romeinen en leverde soldaten, voedsel, etc. voor het leger. Hier slopen Latijnse leenwoorden het Germaans binnen. Het derde gebied lag ten noorden van de rivieren en werd ontvolkt gehouden. Het vierde gebied was Nederland boven het ontvolkte gebied. Daar woonden vrije Germanen zoals Cananefaten en Friezen. Hier was de Romeinse invloed op de Germaanse taal betrekkelijk gering.

### Verwarring tussen Frisii en de Friezen
Er wordt weleens gedacht dat de huidige inwoners van Friesland direct voortkomen uit de Frisii van de oudheid. De term Friezen duidt echter niet zozeer op de oude Frisii uit de Romeinse tijd maar is slechts de verzamelnaam voor Angelen, Saksen en andere Germaanse stammen die rond 400 na Christus het zeer dunbevolkte gebied ten Noorden van de Rijn bevolkten. Mogelijk vermengden deze stammen zich met een kleine groep achtergebleven Frisii. In dezelfde tijd werden door dezelfde stammen de Britse eilanden bestookt.
Lange tijd werd aangenomen dat er tussen de Romeinen en de Friezen een intensief contact zou zijn geweest, dat geleid zou hebben tot een vergaande romanisering van de vrije Germanen die ten Noorden van de Rijn leefden. De vele Romeinse munten die gevonden zijn in Friesland waren de aanleiding voor deze theorie. Recent archeologisch onderzoek, zoals de opgraving van de Tjitsma-terp in Wijnaldum in 1991, heeft deze Romaniseringsgedachte sterk ter discussie gesteld. Vrijwel alle Romeinse munten die in Friesland gevonden zijn bleken in de vroege middeleeuwen geïmporteerd te zijn. Hetzelfde gold ook voor andere Romeinse artefacten. Ook kwamen ze zelden uit het Romeinse gebied waar de Friezen handel mee gedreven zouden hebben (de Nederlandse Rijnstreek). De weinige 'echte' sporen van romanisering stammen alle uit de korte periode (de eerste vijftig jaar van onze jaartelling) dat Rome Germania wilde inlijven.
De sporen van Friese handel uit de Oudheid die wel gevonden zijn, wijzen op een Noordelijke oriëntatie.
In de vierde eeuw nam het aantal Frisii dermate dramatisch af, dat rond 400 het gebied praktisch onbewoond was. Germaanse stammen uit het Noorden, vermoedelijk Angelen, Saksen, en Juten, bevolkten het gebied en werden bekend onder de naam van hun voorgangers. Mogelijk kwam dit doordat er in het Frankische gebied een elite van Frisii geweest is die tijdens de herkolonisatie terugkeerde en een belangrijke rol vervulde bij het ontstaan van de latere Friese rijken. Bij Germaanse stammen uit die periode was het de gewoonte dat de naam van de politiek leidende laag gekoppeld was aan die van de stam.
Vanaf dat moment bestond er een duidelijk verband tussen de Angelsaksische immigratie van Brittannië (met name Koninkrijk Kent) en Friesland, zoals de gevonden gouden voorwerpen uit deze periode (Koninkrijk Sussex, Wieuwerd, Wijnaldum) aantoonden. Over deze periode bestaat slechts één bron, de Beowulf, die ondanks al haar onzekerheden en onwaarschijnlijkheden, in overeenstemming is met het archeologische bewijs.

## Vroege middeleeuwen
Bij het optekenen van de Lex Frisionum rond 790 strekte Friesland zich uit van het Sincfala, gewoonlijk geïdentificeerd als het Zwin aan de kust in België, tot aan de rivier de Wezer in Duitsland. Friesland had geen hoofdstad en bestond voornamelijk uit kleine dorpen met boerderijen. Wel bekend is Dorestad, dat uit een twintigtal grote opslagboerderijen bestond met daarlangs een rivier waar veel handel werd gedreven. Het was een belangrijke doorvoerhaven in Magna Frisia, het Friese rijk. Door verzanding en plunderingen door de Vikingen verviel deze stad echter.
Over Frieslands organisatievorm is weinig met zekerheid bekend. De eerste melding van een Koning der Friezen was Finn Folcwalding uit het begin van de 6de eeuw. Hij wordt alleen genoemd in Anglo-Saksische epische gedichten (Widsith, Beowulf en het Finnburgfragment), die zo’n drie tot vier eeuwen later zijn geschreven. Uit de 7e en 8e eeuw zijn enkele 'koningen' bekend: Audulf, Aldgillis en Radbod, die vooral macht lijken te hebben gehad over de Friese legertroepen. In 719 veroverden de Franken na eerdere schermutselingen Friesland ten westen van het Vlie, West-Frisia. In 733 of 734 volgde onder leiding van Karel Martel de verovering van het gebied tussen Vlie en Lauwers. Het Friese leger onder leiding van Poppo werd toen verslagen bij de Slag aan de Boorne. Aan het eind van de 8e eeuw veroverde Karel de Grote Friesland ten oosten van de Lauwers en de naastgelegen Saksische gebieden.
Friesland had oorspronkelijk een Oudgermaanse heidense religie met Wodan/Odin, Donar/Thor en Tiwaz/Tyr als de belangrijkste goden. Bonifatius probeerde de Friezen tussen Vlie en Lauwers tot het christendom te bekeren, maar werd in 754 bij Dokkum gedood, wat mede aanleiding was tot zijn heiligverklaring. Na de definitieve veroveringen door Karel de Grote werd het christendom onder Frankische druk in heel Friesland ingevoerd.

## Hoge middeleeuwen
Na de dood van Karel de Grote viel het Frankische Rijk uiteen, wat de stabiliteit niet ten goede kwam. Hier maakten de Vikingen gebruik van. Het Friese Dorestad werd vaak geplunderd en de Vikingen ontvoerden vrouwen en kinderen om ze elders als slaaf te verkopen.
De eerste aanval op de stad vond plaats in 834; de laatste in 863. De Frankische vorsten stonden machteloos tegenover deze invallen en probeerden de Vikingleiders aan zich te binden door hen grote gebieden in leen te geven.
De Noorman Rorik heeft bijvoorbeeld dertig jaar lang op het eiland Wieringen gewoond. Rorik was dusdanig belangrijk dat Karel de Kale hem in 870 in Nijmegen ontving. In 1996 is op Wieringen een zilverschat gevonden die van Rorik afkomstig zou kunnen zijn.
Rorik en andere Noordse leenmannen van de Franken konden de invallen van hun landgenoten echter niet voorkomen. In 873 lukte het de inwoners van Oostergo om Rodulf en zijn Vikingen te doden. De Vikingen kwamen in 879 terug en bezetten onder leiding van Godfried de Noorman een groot gedeelte van het huidige Nederland. Hij werd in 885 vermoord, waarbij graaf Gerulf een belangrijk aandeel had en die daarmee de Friezen bevrijdde van de Vikingen en stamvader werd van het Hollandse huis. De laatste invallen van de Noormannen vonden plaats in 1006 (Tiel) en 1007 (Utrecht).
In de 10e eeuw begon langzamerhand het Oudfries te ontstaan.
In het jaar 1006 ontstond het Graafschap Midden-Friesland onder leiding van de Brunonen. Keizer Hendrik IV droeg dit gebied in 1088 over aan de bisschop van Utrecht, tot onvrede van graaf Egbert II van Meißen, die tegen keizer Hendrik IV (zijn neef) in opstand kwam. Na Egberts dood in 1090 volgde Hendrik van Northeim hem op als graaf van Midden-Friesland, maar hij werd op 10 april 1101 vermoord door Friezen onder leiding van de bisschop van Utrecht. Hiermee begon de periode van Friese vrijheid, waarin de Friezen zichzelf min of meer zelfstandig bestuurden, ondanks aanspraken van Holland en Utrecht op het gebied, dat zij echter niet onder hun gezag konden krijgen.

## Late middeleeuwen

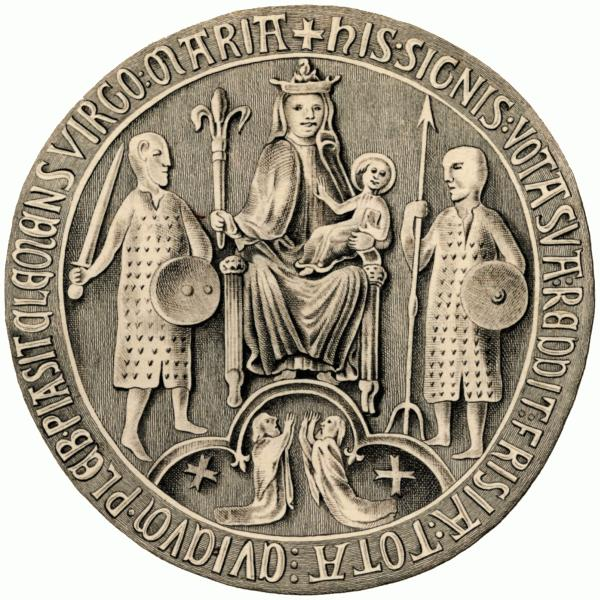
Zegel van de Upstalboom

De periode 1200–1500 staat in de Friese geschiedenis vooral bekend als de periode van de Friese Vrijheid. In latere tijden zal die vrijheid iets mythisch krijgen, de vrijheid was de Friezen geschonken door Karel de Grote uit dankbaarheid voor hun inzet voor de strijd van Karel in Rome. Dit zogenaamde Karelsprivilege wordt overigens al in deze tijd genoemd in een van de oudste Friese rechtsteksten: het Hunsingoër Landrecht.
Kern van de Friese Vrijheid is het ontbreken van een landsheer. Voor hun bestuur en rechtspraak zijn de Friezen op zichzelf aangewezen. Er zijn wel 'Heren' die aanspraak maken op de Friese landen, maar geen van hen slaagt erin die aanspraken te verzilveren. Het gevolg is dat Friesland nauwelijks een centraal bestuur kent. Bestuur, en dat omvat in deze periode ook rechtspraak vindt plaats op lokaal niveau, waar de vrije boeren bij toerbeurt als redger optreden. Er is wel enig streven om gezamenlijk, met alle zeven Friese Zeelanden, tot een vorm van centraal bestuur te komen bij de Upstalboom, maar enig blijvend resultaat levert dat niet op.
Friesland blijft een landstreek waar slechts op lokaal niveau bestuurd wordt, wat aan lokale hoofdelingen de kans biedt om hun lokale macht steeds verder uit te breiden. Naast de hoofdelingen zijn het met name de kloosters die de Friese maatschappij in deze periode domineren. De Friese steden, althans de steden in het huidige Friesland, hebben niet de macht om een dominante rol te spelen. Slechts Groningen en in mindere mate Emden, spelen een rol van betekenis.

### Kloosters
De overgang tussen Hoge Middeleeuwen en Late Middeleeuwen is in Friesland een periode waarin een groot aantal kloosters wordt gesticht. Zowel in het huidige Friesland als in de Ommelanden groeien kloosters als Klaarkamp en Aduard uit tot de grootste landbezitters. In Mariëngaarde en Wittewierum worden in de 13e eeuw kronieken geschreven die onze belangrijkste bronnen zijn voor de geschiedenis van deze periode.
De abten van de belangrijkste kloosters spelen niet alleen een rol in hun klooster, maar zijn ook politiek belangrijke figuren in het Friesland van de Friese vrijheid. In meerdere verdragen zijn het de abten van Klaarkamp (bij Rinsumageest), Aduard of Gerkesklooster die genoemd worden als arbiter, als schepper van het zijlvest of als partij bij een verdrag. Meerdere kloosters hebben eigen schepen waarmee handel wordt gedreven op steden als Hamburg en Brugge. Eilanden zoals Schiermonnikoog, Marken en Bosch zijn eigendom van de belangrijkste kloosters.

### Kruistochten
Uit meerdere bronnen blijkt een grote geestdrift in Friesland voor deelname aan een kruistocht. In de kroniek van Bloemhof wordt beschreven hoe Olivier van Keulen door de Friese landen trok en velen wist warm te krijgen voor een reis naar het Heilige land. De kroniek bevat ook een anoniem verslag van een deel van de Vijfde Kruistocht.

### Friesland en Holland
In de nacht van 13 op 14 december 1287 werd Friesland getroffen door een springvloed: Sint-Luciavloed. In de volksmond wordt dit de "grutte stoarm" genoemd. Het geweld van de zee sloeg een bres in de Friese kust; de Zuiderzee scheidde sindsdien West-Friesland van Friesland, en de Waddeneilanden ontstonden.
Een jaar later, in 1288 slaagde graaf Floris V van Holland er uiteindelijk in om West-Friesland te onderwerpen. De Hollandse graven maakten echter ook aanspraak op Friesland ten oosten van het Vlie. Ook de bisschop van Utrecht claimde Friesland. Uiteindelijk kwamen beiden overeen dat zij Friesland gezamenlijk zouden besturen. De praktijk bleek echter weerbarstig. Behalve in Stavoren, dat vooral op Holland was gericht, slaagden geen van beiden er in een daadwerkelijke machtsbasis in Friesland te creëren.
Op 26 september 1345 sneuvelde de Hollandse graaf Willem IV in de slag bij Warns tegen de Friezen. De Hoekse en Kabeljauwse twisten beletten de Hollandse graven een tijdlang in Friesland orde op zaken te stellen.

### Schieringers en Vetkopers
De veertiende en vijftiende eeuw werd niet alleen gekenmerkt door de strijd tegen buitenlandse heersers, ook intern werd er flink strijd geleverd. Twee grote conflicten zijn hierin te onderscheiden, de Grote Friese Oorlog (1413–1422) waarin nogal wat slachtoffers vielen en veel partijen bij betrokken waren en op kleinere schaal de Donia-oorlog (1458–1464). Bijna twee eeuwen vochten de Schieringers en Vetkopers een onderlinge strijd uit waarbij moeilijk valt aan te geven wat het verschil tussen beide partijen was. Lang stonden de Schieringers bekend als de partij die streden tegen vreemde invloeden, maar als de strategische situatie daar om vroeg zochten ook zij steun buiten Friesland.
Met name Albrecht van Beieren (1336–1404) trachtte gebruik te maken van de onderlinge tweespalt. Meerdere hoofdelingen droegen hun heerlijkheid over aan Albrecht om deze vervolgens in leen van hem terug te krijgen. Daarbij was de omvang en de inhoud van de heerlijkheid overigens vaker meer wens dan werkelijkheid. De tegenstand van met name Oost-Friese krachten en de stad Groningen zorgden ervoor dat ook Albrecht uiteindelijk bakzeil moest halen.

### De steden
Friesland was in de late middeleeuwen een relatief dichtbevolkt gebied. In deze periode werden steeds nieuwe parochies gesticht, wat zich heden ten dage nog laat terugzien in de grote rijkdom aan middeleeuwse kerken in Friesland en Groningen. Ondanks die relatieve bevolkingsdichtheid bleef Friesland meer een streek van dorpen dan van steden.
In het huidige Friesland was Stavoren van oudsher een stad. In Westergo leek met name Franeker geschikt voor een stedelijke functie. In Oostergo lagen slechts twee steden, Leeuwarden en Dokkum. Ten oosten van de Lauwers waren oorspronkelijk Winsum en Garrelsweer de plaatsen die markt en muntrecht hadden; de positie van Garrelsweer werd later overgenomen door Appingedam. De belangrijkste stad voor de Ommelanden was echter Groningen, van origine een Drents dorp, dat echter vooral gericht was op Friesland. In Oost-Friesland was Emden de dominante stad.
Geen van de elf steden in het huidige Friesland slaagde erin om een bovenlokale rol te spelen. Binnen hun eigen muren waren de meeste steden soeverein, maar verder reikte hun macht niet. In de Ommelanden slaagde Groningen er wel in om de dominante factor te worden; ook een groot deel van het huidige Friesland verbond zich met die stad. Maar net als de graaf van Holland moest ook Groningen uiteindelijk erkennen dat Friesland zich niet liet onderwerpen.

## Het einde van de Friese Vrijheid
De Friese Vrijheid was in de loop van de 15e eeuw meer idee dan realiteit geworden. In de Ommelanden had de stad Groningen min of meer de positie van landsheer bereikt. In 1464 werd Ulrich Cirksena de eerste graaf van Oost-Friesland.
In 1498 benoemde keizer Maximiliaan I hertog Albrecht van Saksen tot gubernator van heel Friesland. Hij kreeg echter alleen het gedeelte ten westen van de Lauwers onder controle. Hiermee was de opsplitsing van het oude Friesland een feit, en kwam de Friese Vrijheid ten einde.
Na de dood van Albrecht in 1500 werd zijn zoon Joris met de Baard gubernator van Friesland, tot 1505 samen met Hendrik de Vrome, daarna alleen. Joris probeerde in 1514 Groningen en de Ommelanden te veroveren, maar die hadden een verbond gesloten met Oost-Friesland en Gelre en dreven Joris terug naar Leeuwarden. Door geldgebrek verkocht hij ten slotte op 19 mei 1515 zijn rechten op Friesland aan keizer Karel V, die Floris van Egmont aanstelde als de eerste stadhouder van Friesland.
Als na 1500 over (de geschiedenis van) Friesland wordt gesproken geldt dat in steeds toenemende mate enkel nog de geschiedenis van de huidige provincie Friesland wordt bedoeld. Het mislukken van de plannen van Albrecht om in heel Friesland een tweede vorstendom voor zijn jongere zoon te stichten leidde tot een duidelijke scheiding tussen Friesland en de Ommelanden, die uiteindelijk zeer tegen de zin van de Ommelander hoofdelingen een provincie met de stad Groningen zouden gaan vormen. In Groningen zouden nog wel lang banden met Oost-Friesland blijven bestaan, maar politiek was ook de Eems een definitieve scheidslijn geworden.

## Nieuwe Tijd

### Laatste Fries-Hollandse oorlog

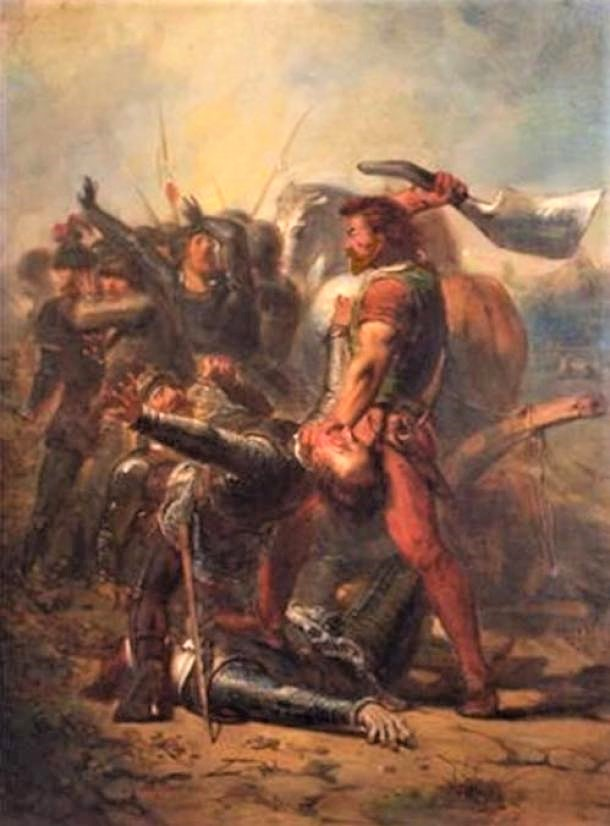
De dapperheid van Grote Pier, anno 1516, 19e-eeuws schilderij dat de strijd van Grote Pier verheerlijkt (Johannes Hinderikus Egenberger, olieverf op doek, stadhuis Sneek

De nieuwe tijd begon voor Friesland met de laatste Fries-Hollandse oorlog (1515–1524). Het platteland had veel te lijden van de strijdende partijen en van profiterende roversbenden. De Zuiderzee werd onveilig gemaakt door de beroemde Friese zeerover Grutte Pier (Grote Pier). Aan het einde van de oorlog, in 1524, kwam Friesland onder het gezag van keizer Karel V, die de eerste stadhouders aanstelde en de heerlijkheid Friesland oprichtte, die toegevoegd werd aan de Habsburgse Nederlanden.

### Onder de Habsburgers
In 1528 werd de stadhouder van Friesland ook verantwoordelijk voor Overijssel. Als gevolg van de Eerste slag bij Heiligerlee in Groningen en de Vrede van Grave in 1536 kwamen ook Groningen en Drenthe onder het gezag van Karel V. Zijn Friese stadhouder Schenk van Toutenburg werd tevens benoemd stadhouder voor deze gebieden. Ten slotte werd het Hertogdom Gelre, dat in 1514 nog Groningen en de Ommelanden had bijgestaan, onderworpen en als laatste van de Zeventien Provinciën toegevoegd aan de Habsburgse Nederlanden. In 1549 volgde de Pragmatieke Sanctie, die de erfopvolging in de Zeventien Provinciën regelde.
Stormen en stormvloeden zorgden regelmatig voor overstromingen in de Nederlanden. Over de kosten van het dijkonderhoud ontstonden conflicten tussen de belanghebbenden. In Friesland waren onder leiding van stadhouder Schenk van Toutenburg in 1533 provincie breed afspraken gemaakt over de verdeling van plichten en kosten: het Groot Arbitrement. De principes van deze afspraken hielden eeuwenlang stand. 
Opeenvolgende zware stormen tussen 1570 en 1574 sloegen aan de westkust van Friesland zoveel buitendijks land weg, dat de aarden zeedijken ten noorden en ten zuiden van Harlingen niet meer gerepareerd konden worden en meer landinwaarts nieuw moesten worden opgeworpen. Omdat ze niet alleen belangrijk waren als zeewering maar ook als verdedigingswal rond Harlingen nam Caspar de Robles (stadhouder sinds november 1573) het voorzitterschap op zich van de projectgroep voor die nieuwe gedeelten. De door de dijkplichtigen gewenste dijkhoogte van 12 voet werd tijdens het bewind van De Robles niet gehaald. De door de dijkplichtigen gewenste scheiding van belangen werd wel gerealiseerd: elke groep kreeg een eigen dijkgedeelte te onderhouden, wel binnen één waterschap. Op de grens werd een monumentale grenspaal opgericht, later de Stenen Man genoemd. 
Tijdens de inhuldiging van Filips II van Spanje weigerden de afgezanten van stadhouder van Friesland te buigen voor de nieuwe koning en gaven hem te verstaan dat "zij alleen voor God bogen." Deze controverse zette de moeizame relatie tussen de Lage Landen en Spanje nog verder onder druk. De opstand tegen het Spaanse gezag (Tachtigjarige Oorlog) brak spoedig ook in Friesland uit.

### Tachtigjarige Oorlog

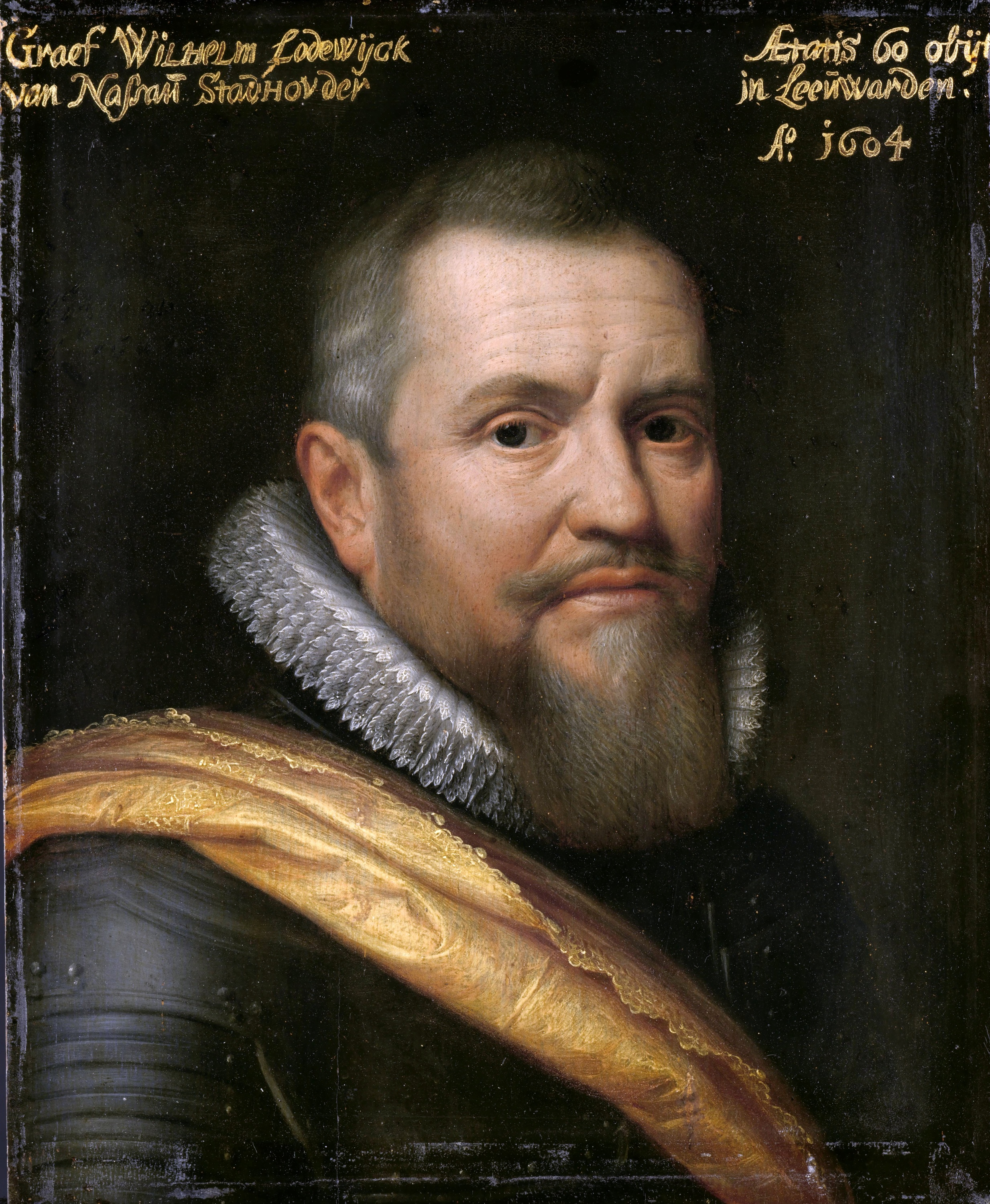
Willem Lodewijk

Onder leiding van Willem van Bronckhorst werden Sneek, Dokkum, Bolsward en Franeker door de geuzen bezet. De opstandelingen waren echter niet tegen Caspar de Robles opgewassen, zodat het Spaanse gezag snel weer hersteld werd. De Robles werd op 23 november 1576 in Groningen door eigen soldaten gevangen genomen, vanwege zijn persoonlijke wreedheid en door het achterwege blijven van betaling. Friesland sloot zich aan bij de Pacificatie van Gent. De Robles werd met zijn gezin en zijn commandanten in Leeuwarden enige tijd gevangen gehouden omdat de Friezen het geleende geld voor zijn soldaten eerst terug wilden. In maart 1577 werd hij na herhaald aandringen van de landvoogd overgedragen aan stadhouder Hierges in het kader van een gevangenenruil.
In 1580 werd het grootste deel van Friesland opgenomen in de Unie van Utrecht. Het gewest werd toen aangeduid als een "algemene heerlijkheid" ofwel de heerlijkheid Friesland. Vanwege de inwendige verdeeldheden werd Friesland als vijfde in rang, dus na Utrecht, in het verbond opgenomen. De Staten van Friesland waren samengesteld uit afgevaardigden van de 11 steden en de 30 grietenijen. Vanaf 1580 zijn de stadhouders altijd leden van het huis van Nassau geweest. Dit feit gebruikten de Oranjes later als basis voor hun claim op het koningschap van de Nederlanden. De voormalige gouwen Oostergo, Westergo, Zevenwouden en de elf steden vormden samen de kwartieren van Friesland (1579–1795).
Op 29 juli 1585 stichtte Willem Lodewijk van Nassau-Dillenburg in Franeker een universiteit voor (calvinistische) predikanten. Er werd voor Franeker gekozen opdat Leeuwarden niet te belangrijk zou worden. In 1645 werd de Friese admiraliteit van Dokkum naar Harlingen verplaatst.
Als oprichtingsdatum van de Friese Admiraliteit wordt over het algemeen 6 maart 1596 gezien. Tot 1645 is de Admiraliteit te Dokkum gevestigd geweest, waarna er uitgeweken werd naar Harlingen voor betere groeimogelijkheden.
Op 26 februari 1782 erkenden de Friese staten als allereerste de Verenigde Staten ten overstaan van de latere president John Adams, die toen gezant in de Republiek was.

## Franse tijd
In 1795 werd de Republiek der Zeven Verenigde Nederlanden, waar het gewest Friesland deel van uitmaakte, opgeheven en werd de Bataafse Republiek gesticht.
Bij de grondwetsherziening van 1798 vond een herschikking op het grondgebied van de republiek plaats, waarbij Friesland ophield te bestaan als administratieve eenheid. Het grootste gedeelte ging met Stad en Lande op in het Departement van de Eems, terwijl Zevenwouden aan het Departement van de Oude IJssel werd toegevoegd.
In 1801 ging de Bataafse Republiek over in het Bataafs Gemenebest; als gevolg hiervan werd in 1802 het departement Friesland gevormd. In 1806 werd het Bataafs Gemenebest opgeheven en vervangen door het koninkrijk Holland, waarvan Lodewijk Napoleon de eerste koning werd. Bij een departementale herindeling in 1807 bleef Friesland als departement bestaan.
Na de inlijving van het Koninkrijk Holland in 1810 door Napoleon Bonaparte vond in 1811 weer een bestuurlijke herindeling plaats. Friesland kreeg als enig nieuw departement de oude naam terug, maar dan wel, als Frans departement, meestal aangeduid in het Frans: Département Frise.

## Nieuwste tijd
In 1814 werd Friesland een Nederlandse provincie, maar zonder de zelfstandigheid ten tijde van de Republiek. De voormalige Republiek en de voormalige Oostenrijkse Nederlanden werden samengevoegd tot een centraal bestuurde staat met een constitutionele monarchie als bestuursvorm, het Verenigd Koninkrijk der Nederlanden, dat na de afscheiding van de Zuidelijke Nederlanden in 1830 overging in het Koninkrijk der Nederlanden.
Voor Friesland was de negentiende eeuw een periode van relatieve achteruitgang. Die ontwikkeling was al tijdens de Republiek begonnen, maar werd nu duidelijker zichtbaar. Friesland groeide wel in bevolkingsomvang, maar veel minder dan andere provincies. Steeds meer Friezen zochten, al dan niet gedwongen, hun geluk in met name Holland. Ten tijde van de Republiek was Friesland na Holland het bevolkingsrijkste gewest, maar nu werd Friesland ingehaald door Gelderland, Brabant, Limburg en Overijssel.
Tegelijkertijd was de negentiende eeuw ook in Friesland een periode van expansie. Met name de zuivelindustrie creëerde een nieuw aanzien van de provincie. In ieder dorp van enige omvang verrees een zuivelfabriek. De Friese landbouw, met uitzondering van een streek als Het Bildt, ging zich specialiseren in de veeteelt, de Friesche koe werd een symbool voor de provincie.

### De Friese beweging
De negentiende eeuw kende ook een romantische component. In Friesland leidde dit vooral tot een grote interesse in de Friese geschiedenis en de Friese taal.

#### Titus Brandsma
De in 1942 in Dachau vermoorde Friese pater Carmeliet Titus Brandsma kwam in woord en geschrift op voor zijn taal: het Fries. Hij kreeg na de oorlog landelijke bekendheid.

#### Kneppelfreed
Vrijdag 16 november 1951 werd Kneppelfreed (knuppelvrijdag). Op die dag stonden in Leeuwarden twee Friese journalisten voor de rechter, die een stuk hadden gepubliceerd waarin zij van een kantonrechter hadden afgekeurd dat deze tijdens een rechtszaak tegen een Fries sprekende verdachte had gezegd hem "officieel niet te kunnen verstaan". Buiten ontstond een demonstratie van leden van de Friese Beweging, marktkooplui en anderen. Er werd gegooid met tomaten, waarop de politie iedereen wegknuppelde. Maar Den Haag reageerde: het Fries mocht voortaan in de rechtszaal worden gesproken en op school onderwezen.

## Naslagwerken
- Jelle H. Brouwer (red.), Encyclopedie van Friesland, Amsterdam 1958 (digitale uitgave door M.H.H. Engels, 2012; doorzoekbaar op Ensie)
- Jacob Hepkema, Eenvoudige memories en bemerkingen, langs straten en wegen voor landgenoot en vreemdeling, Heerenveen 1894-1917, herdr. als: Historische wandelingen door Friesland, Leeuwarden 1970
- Jelle J. Kalma (samenst.), Repertorium Frieslands verleden. Overzicht van tijdschriftartikelen de Friese geschiedenis betreffende, Leeuwarden 1955
- Georg Frederik thoe Schwartzenberg en Hohenlansberg, Groot Placaat- en Charter-Boek van Vriesland, Leeuwarden 1776-1795 (zes delen met aanvullingen en register)
- Geert Aeilco Wumkes, Stads- en dorpskroniek van Friesland [1700-1900], 2 delen, 1930-1934 (deel 1) (deel 2)